# 百濟辰爾王
辰爾王又王辰爾（？－？），是百濟的王族、一說之百濟武王的生父。他的父親之百濟威德王又百濟法王。